# منتخب فنزويلا لكأس فيد
منتخب فنزويلا لكأس فيد (بالإسبانية: Equipo de Fed Cup de Venezuela)‏ هو ممثل فنزويلا الرسمي في كرة المضرب في كأس فيد.